# Renato Sobral
Renato da Cunha Sobral (Rio de Janeiro, Brazil, 7. rujna 1975.) je umirovljeni brazilski MMA borac te bivši Strikeforceov prvak u poluteškoj kategoriji. Poznat je pod nadimkom Babalu a natjecao se i u organizacijama UFC, Bellator, RINGS, Jungle Fight, Cage Rage, Affliction i ONE FC.
Ima crni pojas u brazilskom jiu jitsuu te je glavni instruktor u vlastitom timu Babalu's Iron Gym Cerritos.

## Počeci
Sobral se najprije počeo baviti hrvanjem u dobi od devet godina. Bio je trostuki uzastopni nacionalni prvak u ovom sportu a 1998. godine i prvak Južne Amerike. Kasnije se pridružio timu Gracie Barra koji se bavio vale tudom, mješovitom borilačkom vještinom koju je razvio Marco Ruas.

## MMA karijera
Svoj MMA debi borac je imao u rodnome gradu 27. rujna 1997. te je pobijedio u sve tri borbe večeri. Nakon toga uslijedila je pobjeda na jednom međunarodnom vale tudo turniru nakon čega je 24. srpnja 1999. ponovio uspjeh te ponovo pobijedio u tri borbe večeri. Ti uspjesi omogućili su mu poziv u japansku organizaciju RINGS.

### RINGS
Prvi protivnik u Japanu bio mu je gruzijski hrvač Zaza Tkeshelashvili kojeg je dobio polugom na ruci. Poslije četiri uzastopne pobjede, Renato je doživio prvi poraz u karijeri i to od Dana Handersona. Odlukom tročlane sudačke komisije, dva suca glasala su za remi a treći za Hendersonovu pobjedu. Nakon toga, Sobral opet ostvaruje četiri uzastopne pobjede nakon čega je uslijedio poraz od Valentijna Overeema, starijeg brata Alistaira Overeema.
Nakon toga Sobral je imao jedan nastup i pobjedu u konkurentskom UFC-u te se vraća u japanski RINGS gdje sudačkim odlukama pobjeđuje Kiyoshija Tamuru i Tsuyoshija Kohsaku.
Na Ringsovom turniru održanom 11. kolovoza 2001., proslavljena je deseta obljetnica ove organizacija dok je Sobral ondje izgubio od ruskog MMA velikana Fjodora Emelianenka. To mu je ujedno bila i posljednja borba u Ringsu uoči prelaska u UFC.

### UFC
Nakon tri uzastopne pobjede u novoj organizaciji, Sobralu je na turniru UFC 62 omogućena borba za naslov prvaka u poluteškoj kategoriji protiv branitelja naslova Chucka Liddella. Bio je to njihov drugi međusobni susret i druga Liddellova pobjeda tehničkim nokautom. Poslije je uslijedio poraz od Jasona Lamberta a njihov meč je proglašen borbom noći.
25. kolovoza 2007. Renato Sobral je pobijedio Davida Heatha polugom na vratu. Taj meč postao je kontroverzan jer je Sobral nastavio držati protivnika u poluzi unatoč njegovom tapkanju ignoriravši pritom suca Stevea Mazzagattija. Na nesportski način nastavio je i unatoč Heatovom padu u hipoksiju zbog smanjenja količine kisika. Tijekom interviewa nakon borbe, Sobral je izjavio da je bio svjestan Heathovog tapkanja te da je to učinio namjerno jer ga je protivnik nazivao pogrdnim riječima. Na pitanje kolumnista Las Vegas Review-Journala, Eda Graneyja o zvižducima publike zbog nesportskog ponašanja, odgovorio je: "Publici se nije svidjelo ? Koga briga, barem su imali reakciju."
Nakon pet dana UFC je razvrgnuo ugovor s Brazilcem a predsjednik krovne organizacije Dana White je njegov postupak nazvao potpuno neprihvatljivim, odgovorivši: "Riječ je o borbama gdje se sr.... mogu dogoditi. Ali, ni na koji način ne možete učiniti ono što je on učinio." White je također podržao stav navijača: "Mislim da ste vidjeli odgovor fanova. Babalu je bio njihov ljubimac ali su se odmah okrenuli protiv njega." Osim izbacivanja iz UFC-a, sportska komisija Nevade kaznila ga je s 25.000 dolara kazne te je sazvala ročište zbog njegove poluge na vratu protivnika i ignoriranja suca.
Tijekom karijere u UFC-u, Sobral je nastupao i u britanskom Cage Rageu gdje je ostvario dvije pobjede. Tu je i osvajanje turnira IFC: Global Domination gdje je u polufinalu nanio prvi profesionalni poraz sunarodnjaku Mauríciju Rui polugom u trećoj rundi. Ta borba ostala je kontroverzna zbog toga što Rua nije tapkao za prekid borbe.

### Strikeforce
Nakon izbacivanja iz UFC-a, Renato Sobral nastupao je za Strikeforce. Ondje je 21. studenog 2008. osvojio naslov prvaka u poluteškoj kategoriji pobijedivši američkog borca Bobbyja Southwortha. Tu titulu držao je do 15. kolovoza 2009. kada ga je pobijedio nizozemski borac armenskog podrijetla Gegard Mousasi.

### Bellator
Posljednja velika organizacija za koju je Sobral nastupao bio je Bellator. Ondje je najprije izgubio od ruskog sambo prvaka Mihaila Zayatsa. Nakon toga uslijedio je i drugi poraz od Jacoba Noea nakon čega Sobral najavljuje povlačenje iz MMA.

## MMA borbe
| Rezultat | Omjer   | Protivnik                | Razlog                  | Turnir                                         | Datum               | Runda | Vrijeme | Mjesto održavanja              |
| -------- | ------- | ------------------------ | ----------------------- | ---------------------------------------------- | ------------------- | ----- | ------- | ------------------------------ |
| Poraz    | 37-12-0 | Jacob Noe                | TKO (udarci)            | Bellator 96                                    | 19. lipnja 2013.    | 1     | 3:32    | Thackerville, Oklahoma, SAD    |
| Poraz    | 37-11-0 | Mihail Zayats            | TKO (udarci)            | Bellator 85                                    | 17. siječnja 2013.  | 1     | 4:49    | Irvine, Kalifornija, SAD       |
| Pobjeda  | 37-10-0 | Tatsuya Mizuno           | Prekid (poluga na ruci) | ONE Fighting Championship: Destiny of Warriors | 24. lipnja 2012.    | 1     | 0:31    | Kuala Lumpur, Malezija         |
| Poraz    | 36-10-0 | Dan Henderson            | KO (udarci)             | Strikeforce: Henderson vs. Babalu II           | 4. prosinca 2010.   | 1     | 1:53    | St. Louis, Missouri, SAD       |
| Pobjeda  | 36-9-0  | Robbie Lawler            | Odluka sudaca           | Strikeforce: Los Angeles                       | 16. lipnja 2010.    | 3     | 5:00    | Los Angeles, Kalifornija, SAD  |
| Poraz    | 35-9-0  | Gegard Mousasi           | KO (udarci)             | Strikeforce: Carano vs. Cyborg                 | 15. kolovoza 2009.  | 1     | 1:00    | San Jose, Kalifornija, SAD     |
| Pobjeda  | 35-8-0  | Rameau Thierry Sokoudjou | Prekid (davljenje)      | Affliction: Day of Reckoning                   | 24. siječnja 2009.  | 2     | 2:36    | Anaheim, Kalifornija, SAD      |
| Pobjeda  | 34-8-0  | Bobby Southworth         | TKO (liječnički prekid) | Strikeforce: Destruction                       | 21. studenog 2008.  | 1     | 5:00    | San Jose, Kalifornija, SAD     |
| Pobjeda  | 33-8-0  | Mike Whitehead           | Odluka sudaca           | Affliction: Banned                             | 19. srpnja 2008.    | 3     | 5:00    | Anaheim, Kalifornija, SAD      |
| Pobjeda  | 32-8-0  | Rodney Glunder           | Prekid (davljenje)      | Ring of Fire 30: Babalu vs. Glunder            | 9. prosinca 2007.   | 3     | 3:31    | Colorado, Oregon               |
| Pobjeda  | 31-8-0  | David Heath              | Prekid (davljenje)      | UFC 74                                         | 25. kolovoza 2007.  | 2     | 3:30    | Las Vegas, Nevada, SAD         |
| Poraz    | 30-8-0  | Jason Lambert            | KO (udarac)             | UFC 68                                         | 3. ožujka 2007.     | 2     | 3:26    | Columbus, Ohio, SAD            |
| Poraz    | 30-7-0  | Chuck Liddell            | TKO (udarci)            | UFC 62: Liddell vs. Sobral                     | 26. kolovoza 2006.  | 1     | 1:35    | Las Vegas, Nevada, SAD         |
| Pobjeda  | 30-6-0  | Mike van Arsdale         | Prekid (davljenje)      | UFC 57: Liddell vs. Couture 3                  | 4. veljače 2006.    | 1     | 2:21    | Las Vegas, Nevada, SAD         |
| Pobjeda  | 29-6-0  | Chael Sonnen             | Prekid (davljenje)      | UFC 55: Fury                                   | 7. listopada 2005.  | 2     | 1:20    | Uncasville, Connecticut, SAD   |
| Pobjeda  | 28-6-0  | Travis Wiuff             | Prekid (poluga na ruci) | UFC 52: Couture vs Liddell                     | 16. travnja 2005.   | 2     | 0:24    | Las Vegas, Nevada, SAD         |
| Pobjeda  | 27-6-0  | Pierre Guillet           | Prekid (udarci)         | Cage Rage 10                                   | 26. veljače 2005.   | 1     | 1:57    | London, UK                     |
| Pobjeda  | 26-6-0  | Cyrille Diabaté          | Prekid (davljenje)      | Cage Rage 9                                    | 27. studenog 2004.  | 1     | 3:38    | London, UK                     |
| Pobjeda  | 25-6-0  | José Landi-Jons          | Odluka sudaca           | Jungle Fight 3                                 | 23. listopada 2004. | 3     | 5:00    | Manaus, Brazil                 |
| Pobjeda  | 24-6-0  | Jeremy Horn              | Odluka sudaca           | IFC: Global Domination                         | 6. rujna 2003.      | 3     | 5:00    | Colorado, SAD                  |
| Pobjeda  | 23-6-0  | Mauricio Rua             | Prekid (davljenje)      | IFC: Global Domination                         | 6. rujna 2003.      | 3     | 3:07    | Colorado, SAD                  |
| Pobjeda  | 22-6-0  | Trevor Prangley          | Odluka sudaca           | IFC: Global Domination                         | 6. rujna 2003.      | 3     | 5:00    | Colorado, SAD                  |
| Pobjeda  | 21-6-0  | Marcelo Azevedo          | Odluka sudaca           | Heat FC 1: Genesis                             | 31. srpnja 2003.    | 3     | 5:00    | Rio Grande do Norte, Brazil    |
| Poraz    | 20-6-0  | Chael Sonnen             | Odluka sudaca           | Hitman Fighting 3                              | 2. svibnja 2003.    | ---   | ---     | Santa Ana, Kalifornija, SAD    |
| Poraz    | 20-5-0  | Chuck Liddell            | TKO (udarac u glavu)    | UFC 40                                         | 22. studenog 2002.  | 1     | 2:55    | Las Vegas, Nevada, SAD         |
| Pobjeda  | 20-4-0  | Elvis Sinosic            | Odluka sudaca           | UFC 38                                         | 13. srpnja 2002.    | 3     | 5:00    | London, UK                     |
| Poraz    | 19-4-0  | Kevin Randleman          | Odluka sudaca           | UFC 35                                         | 11. siječnja 2002.  | 3     | 5:00    | Uncasville, Connecticut, SAD   |
| Poraz    | 19-3-0  | Fjodor Emelianenko       | Odluka sudaca           | Rings: 10th Anniversary                        | 11. kolovoza 2001.  | 2     | 5:00    | Tokio, Japan                   |
| Pobjeda  | 19-2-0  | Tsuyoshi Kohsaka         | Odluka sudaca           | Rings: World Title Series 2                    | 15. lipnja 2001.    | 2     | 5:00    | Tokio, Japan                   |
| Pobjeda  | 18-2-0  | Kiyoshi Tamura           | Odluka sudaca           | Rings: King of Kings 2000 Final                | 24. veljače 2001.   | 2     | 5:00    | Tokio, Japan                   |
| Pobjeda  | 17-2-0  | Maurice Smith            | Odluka sudaca           | UFC 28                                         | 17. studenog 2000.  | 3     | 5:00    | Atlantic City, New Jersey, SAD |
| Poraz    | 16-2-0  | Valentijn Overeem        | Prekid                  | Rings: King of Kings 2000 Block A              | 9. listopada 2000.  | 1     | 2:19    | Tokio, Japan                   |
| Pobjeda  | 16-1-0  | Tariel Bitsadze          | Prekid (poluga na ruci) | Rings: King of Kings 2000 Block A              | 9. listopada 2000.  | 1     | 2:58    | Tokio, Japan                   |
| Pobjeda  | 15-1-0  | Hiromitsu Kanehara       | Odluka sudaca           | Rings: Millennium Combine 2                    | 15. lipnja 2000.    | 2     | 5:00    | Tokio, Japan                   |
| Pobjeda  | 14-1-0  | Jacob Zobnin             | Prekid (gušenje)        | Rings Russia: Russia vs. The World             | 20. svibnja 2000.   | 1     | 3:20    | Tokio, Japan                   |
| Pobjeda  | 13-1-0  | Travis Fulton            | Prekid (poluga na ruci) | Rings: Millennium Combine 1                    | 20. travnja 2000.   | 1     | 4:49    | Tokio, Japan                   |
| Poraz    | 12-1-0  | Dan Henderson            | Odluka sudaca           | Rings: King of Kings 1999 Final                | 26. veljače 2000.   | 2     | 5:00    | Tokio, Japan                   |
| Pobjeda  | 12-0-0  | Kiyoshi Tamura           | Odluka sudaca           | Rings: King of Kings 1999 Final                | 26. veljače 2000.   | 2     | 5:00    | Tokio, Japan                   |
| Pobjeda  | 11-0-0  | Mihail Iljukin           | Prekid (poluga na ruci) | Rings: King of Kings 1999 Final                | 26. veljače 2000.   | 3     | 0:40    | Tokio, Japan                   |
| Pobjeda  | 10-0-0  | Brad Kohler              | KO (soccer kick)        | WEF: Goin' Platinum                            | 15. siječnja 2000.  | 2     | 0:50    | Georgia, SAD                   |
| Pobjeda  | 9-0-0   | Lee Hasdell              | Odluka sudaca           | Rings: King of Kings 1999 Block A              | 28. listopada 1999. | 2     | 5:00    | Tokio, Japan                   |
| Pobjeda  | 8-0-0   | Zaza Tkeshelashvili      | Prekid (kimura)         | Rings: King of Kings 1999 Block A              | 28. listopada 1999. | 2     | 1:11    | Tokio, Japan                   |
| Pobjeda  | 7-0-0   | Dario Amorim             | Prekid (udarci)         | BVF 14: Circuito Brasileiro de Vale Tudo 5     | 24. srpnja 1999.    | 1     | 2:14    | Rio de Janeiro, Brazil         |
| Pobjeda  | 6-0-0   | Pedro Otavio             | Prekid (udarci)         | BVF 14: Circuito Brasileiro de Vale Tudo 5     | 24. srpnja 1999.    | 1     | 4:34    | Rio de Janeiro, Brazil         |
| Pobjeda  | 5-0-0   | Augusto Menezes Santos   | Prekid (americana)      | BVF 14: Circuito Brasileiro de Vale Tudo 5     | 24. srpnja 1999.    | 1     | 0:56    | Rio de Janeiro, Brazil         |
| Pobjeda  | 4-0-0   | Fernando Cerchiari       | KO (udarci)             | IVC 8: The Road Back to the Top                | 20. siječnja 1999.  | 1     | 4:41    | Aracaju, Brazil                |
| Pobjeda  | 3-0-0   | Marco Vinicios           | TKO (predaja)           | Desafio: Rio vs. São Paulo                     | 27. rujna 1997.     | 2     | 4:58    | Santos, Brazil                 |
| Pobjeda  | 2-0-0   | Manoel Vicente           | TKO (udarci)            | Desafio: Rio vs. São Paulo                     | 27. rujna 1997.     | 1     | 6:27    | Rio de Janeiro, Brazil         |
| Pobjeda  | 1-0-0   | Claudio Palma            | Prekid (udarci nogom)   | Desafio: Rio vs. São Paulo                     | 27. rujna 1997.     | 1     | 2:08    | Rio de Janeiro, Brazil         |

## Privatni život
Renato Sobral je u braku sa suprugom Natashom s kojom ima dvije kćeri, Mariju Fernandu i Sophiju a čija imena borac ima tetovirana.
Svoj nadimak Babalu dobio je po brandu žvakaćih guma Bubbaloo.
U kalifornijskom gradu Cerritosu je u listopadu 2008. otvorio vlastitu teretanu Gracie Barra Cerritos.

## Vanjske poveznice
- Profil borca na Sherdog.com